# Mùa mưa

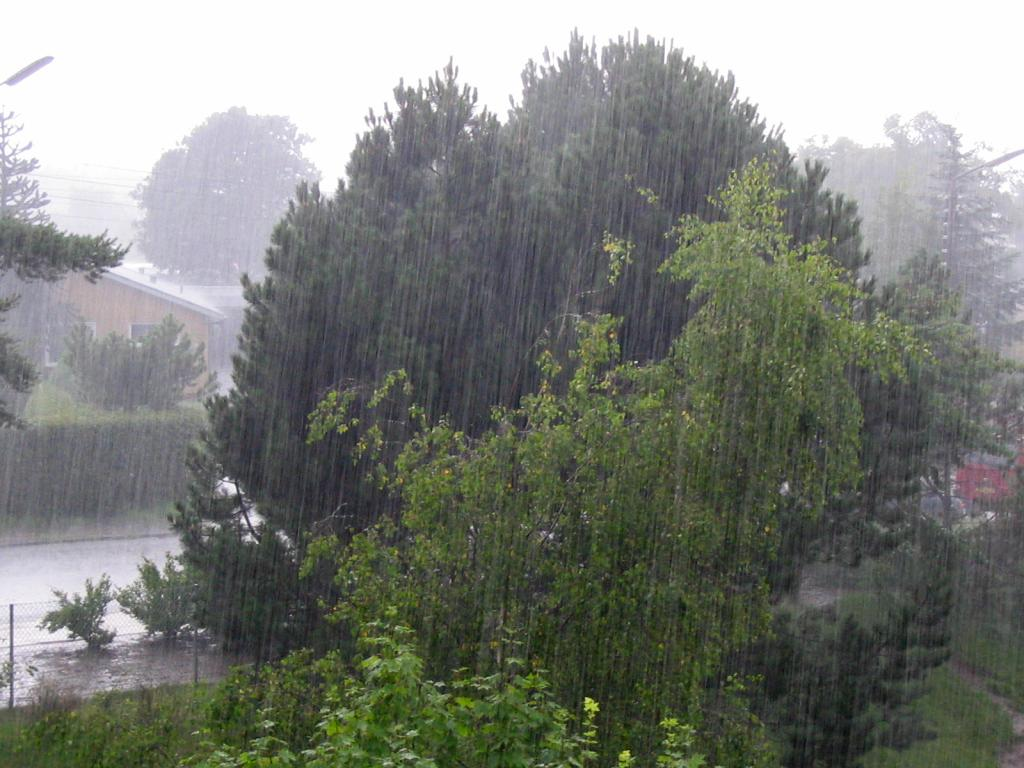
Mùa mưa

Mùa mưa là thuật ngữ (từ) thông thường được sử dụng để miêu tả các mùa trong đó lượng mưa trung bình trong khu vực được tăng lên đáng kể. Nó được sử dụng chủ yếu để miêu tả thời tiết tại các khu vực nhiệt đới. Thời tiết tại khu vực này bị chi phối chủ yếu bởi chuyển động của vành đai mưa nhiệt đới, nó dao động từ các vùng nhiệt đới phía bắc tới các vùng nhiệt đới phía nam theo tiến trình của năm.
Vành đai mưa nhiệt đới nằm ở Nam bán cầu vào khoảng tháng 11 tới tháng 3 năm sau, cũng là thời gian mùa khô ở Bắc bán cầu. Mỗi ngày bắt đầu với sự nóng bức và nhiều nắng, với độ ẩm cao tích lũy trong ngày và tạo ra những trận mưa dông, mưa rào xối xả vào buổi chiều và tối. Từ tháng 4 tới tháng 10, vành đai mưa nằm ở Bắc bán cầu và các khu vực nhiệt đới phía bắc trải qua mùa mưa của mình.
Vành đai mưa nhiệt đới này kéo dài xa nhất về phía bắc tới khoảng đường hạ chí tuyến cũng như xa nhất về phía nam tới khoảng đường đông chí tuyến. Gần các vĩ độ này thì chỉ có một mùa khô và một mùa mưa mỗi năm. Ở khu vực gần xích đạo thì có hai mùa mưa và hai mùa khô do vành đai mưa đi ngang qua đây hai lần mỗi năm, một lần do vành đai mưa di chuyển về phía bắc và một lần do vành đai này di chuyển về phía nam. Giữa các vùng nhiệt đới và xích đạo, các khu vực có thể trải qua các mùa mưa dài hay ngắn. Tuy nhiên, địa hình khu vực có thể biến đổi đáng kể các mẫu hình khí hậu này.
Ở Việt Nam mùa mưa biểu hiện rõ rệt ở miền Nam, thường bắt đầu từ cuối tháng 4 hoặc đầu tháng 5 cho đến hết tháng 10, riêng ở khu vực duyên hải Trung Bộ từ đèo Ngang tới mũi Dinh (Hà Tĩnh - Ninh Thuận) thì lệch hẳn về thu đông từ tháng 8 đến tháng 12. Những cơn mưa dài có thể gây bão.

## Cảnh video
- Wet season in Bamako Lưu trữ ngày 30 tháng 5 năm 2009 tại Wayback Machine